# Potok (Potok Wielki)
Potok – osada wsi Potok Wielki w Polsce, położona w województwie świętokrzyskim, w powiecie jędrzejowskim, w gminie Jędrzejów.
W latach 1975–1998 osada należała administracyjnie do województwa kieleckiego.